# Thuyết ngộ đạo
Thuyết ngộ đạo hay ngộ giáo (tiếng Anh: gnosticism, từ tiếng Hy Lạp cổ đại: γνωστικός gnostikos, "học", từ γνῶσις gnosis, kiến thức) đề cập đến một tập hợp các tôn giáo cổ đại chủ trương xa lánh thế giới vật chất do demiurgus tạo dựng và chủ trương hướng tới thế giới tâm linh. Ý tưởng của thuyết ngộ đạo ảnh hưởng đến nhiều tôn giáo cổ xưa, dạy rằng gnosis (được giải thích khác nhau như là kiến thức, sự giác ngộ, sự cứu rỗi, sự giải thoát hay "sự hiệp nhất với Thiên Chúa") có thể đạt được bằng cách thực hành từ thiện xứng hợp với nghèo khó, tiết dục cá nhân (càng nhiều càng tốt đối với người mới nghe giảng, tối đa đối với người đã gia nhập) và siêng năng tìm kiếm sự minh triết bằng cách giúp đỡ những người khác. Tuy nhiên, các cách thực hành khác nhau giữa những tín đồ ngộ giáo.
Trong thuyết ngộ đạo, thế giới của demiurgus được coi là thế giới mức thấp hơn, gắn với vật chất, xác thịt, thời gian, nói chung là một thế giới phù du không hoàn hảo. Thế giới của Thiên Chúa được coi là thế giới mức cao hơn, liên quan tới linh hồn và sự hoàn thiện. Thế giới của Thiên Chúa thì vĩnh cửu và không thuộc về vật chất. Theo đó thế giới này rất khó cảm nhận được và thời gian không tồn tại ở đó. Để hướng đến Thiên Chúa, người ngộ giáo phải đạt được tri thức, bao gồm triết lý, siêu hình học, sự ham hiểu biết, văn hóa, kiến thức, và những bí mật của lịch sử và vũ trụ.
Ngộ giáo chủ yếu được định nghĩa trong văn cảnh Kitô giáo. Trước đây, một số học giả đã nghĩ rằng ngộ giáo có trước Kitô giáo và bao gồm các niềm tin tôn giáo và thực hành tín ngưỡng tiền-Kitô giáo, được cho là có điểm chung với Kitô giáo sơ khởi, chủ nghĩa Tân Platon, Do Thái giáo Hy Lạp hóa, các tôn giáo bí truyền Hy Lạp-La Mã, và Hiên giáo. Bàn luận về ngộ giáo đã thay đổi cách triệt để với sự phát hiện ra thư tập Nag Hammadi, dẫn đến việc xét lại các giả thuyết cũ. Cho tới nay, không một văn bản ngộ đạo tiền-Kitô giáo nào được tìm thấy, và ngộ đạo - theo quan niệm là một hệ thống niềm tin riêng biệt và có thể nhận ra - được coi là một sự phát triển có từ thế kỷ 2 (hoặc muộn hơn).